# Iván Kmaid
Iván Kmaid (Rivera, Uruguay, 8 de mayo de 1932-15 de agosto de 1998), el «Turco», fue un destacado periodista e intelectual uruguayo.

## Biografía
Nació en Rivera, pero se trasladó a Montevideo en su adolescencia. Fue profesor de literatura, poeta, periodista de prensa y televisión. Trabajó como periodista en el semanario Hechos, en el periódico El Diario, en el diario El País, en Radio Sarandí y en Canal 10 (Saeta TV), entre otros medios de comunicación.

## Obras
- Porque impar es la dicha (1964)